# Зубов (Тернопольская область)
Зубов (укр. Зубів) — село в Микулинецкой поселковой общине Тернопольском районе Тернопольской области Украины.
До 2020 года входило в Теребовлянский район.
Население по переписи 2001 года составляло 413 человек. Занимает площадь 1,312 км². Почтовый индекс — 48107. Телефонный код — 3551.